# Almagor
Almagor (hebreiska: אלמגור) är en ort i Israel.   Den ligger i distriktet Norra distriktet, i den nordöstra delen av landet. Antalet invånare är 345.
Terrängen runt Almagor är huvudsakligen kuperad, men söderut är den platt. Runt Almagor är det tätbefolkat, med 511 invånare per kvadratkilometer. Närmaste större samhälle är Tiberias, 14,9 km söder om Almagor. 